# KH-11

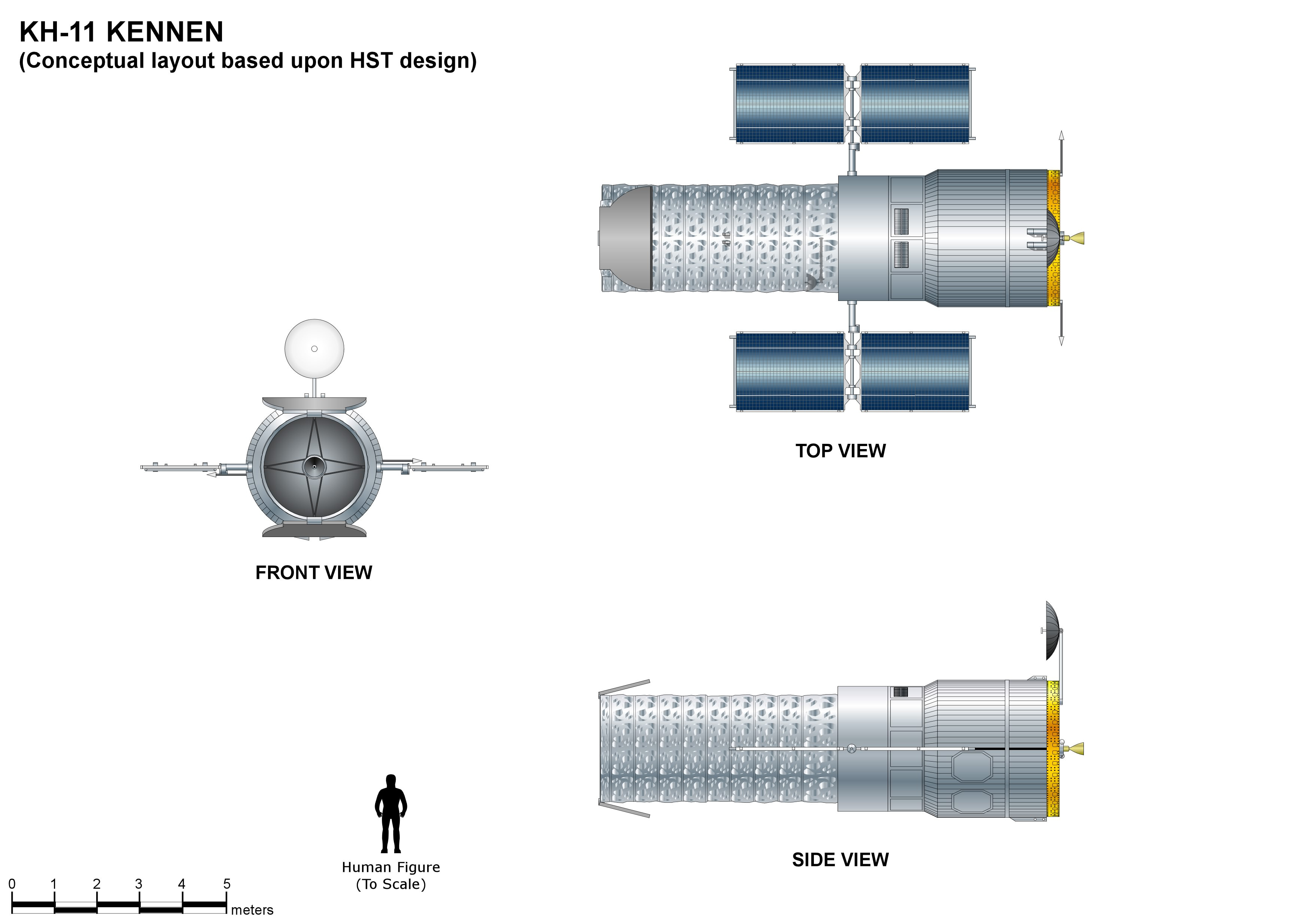
Ескізний проєкт супутника

KH-11 KENNAN, також відомий під кодовими назвами 1010 і Crystal (Кристал) і зазвичай званий «Key Hole» («Замкова щілина») — тип розвідувальних супутників, які запускалися Національним офісом рекогностування США із 1976 року. Виготовлений Lockheed Corporation у Саннівейл (Каліфорнія), KH-11 став першим американським супутником-шпигуном, який використовував оптико-електронну цифрову фотокамеру і передавав отримані зображення практично відразу після фотографування.

## Історія запусків

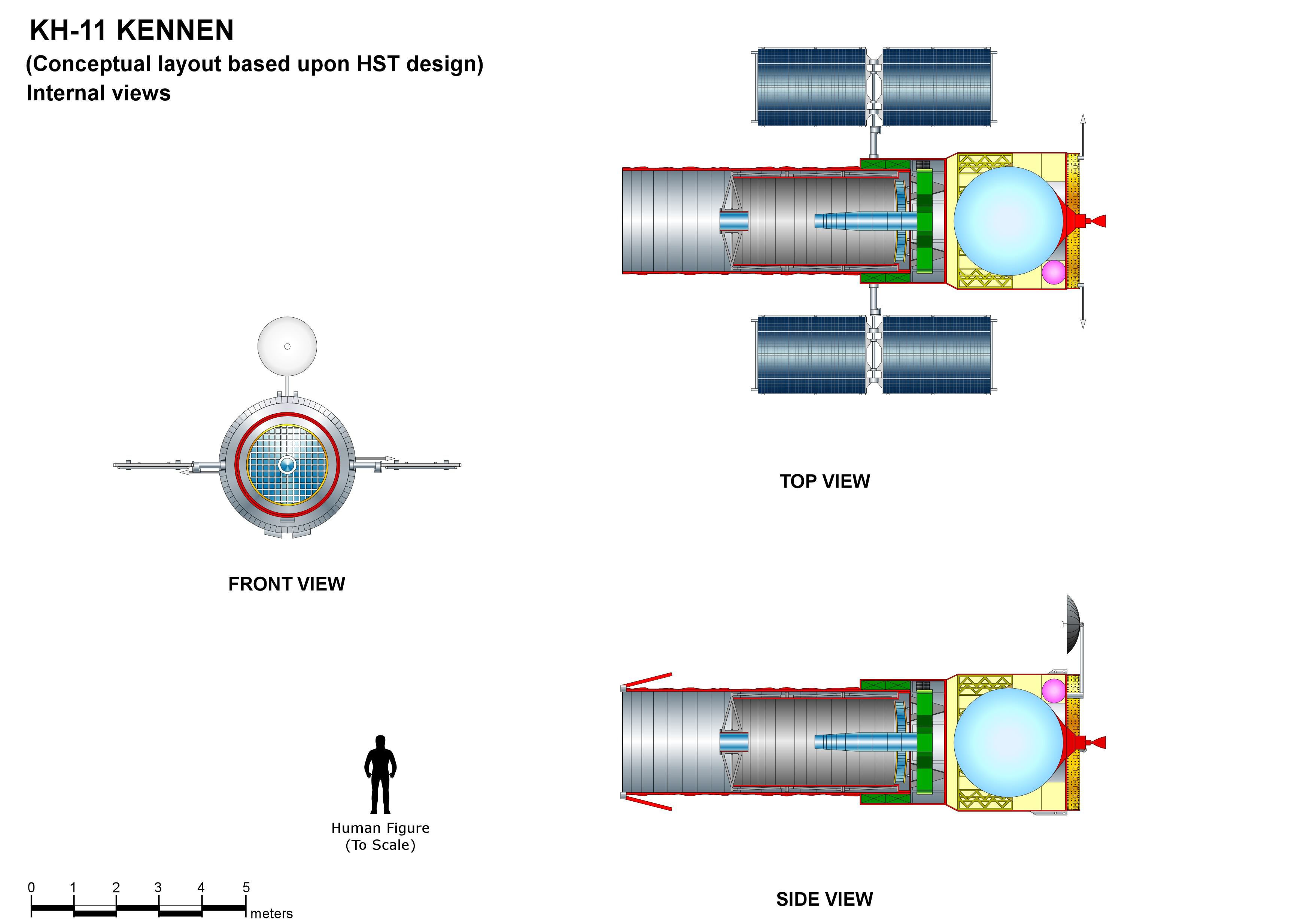
Ескізний проєкт супутника

16 супутників KH-11 були запущені між 1976 і 2021 роками на борту ракет-носіїв Titan IIID та Titan 34D з одним аварійним пуском. Апарат KH-11 замінив фотографічні супутники KH-9 Hexagon, останній з яких був втрачений під час вибуху ракети-носія в 1986 році. Передбачається, що KH-11 нагадують за розмірами та формою космічний телескоп «Хаббл», оскільки їх відправляли до космосу в однакових контейнерах. Крім того, НАСА, описуючи історію телескопа «Хаббл», в описі причин переходу від 3-метрового головного дзеркала до 2,4-метрового стверджує: «Крім того, перехід до 2,4-метрового дзеркала дозволяв знизити витрати на виготовлення, використовуючи виробничі технології, розроблені для військових супутників-шпигунів».
За умови, що на KH-11 розміщено 2,4-метрове дзеркало, його теоретична роздільна здатність за відсутності атмосферних спотворень і 50 % частотно-контрастної характеристики буде приблизно 15 см. Робочий дозвіл буде гіршим через вплив атмосфери. Версії KH-11 різняться масою від 13000 до 13500 кг. Передбачувана довжина супутників — 19,5 метрів, діаметр — 3 метри або менше. Дані передавалися через супутникову систему передачі (Satellite Data System), що належить збройним силам США.

## Витік даних

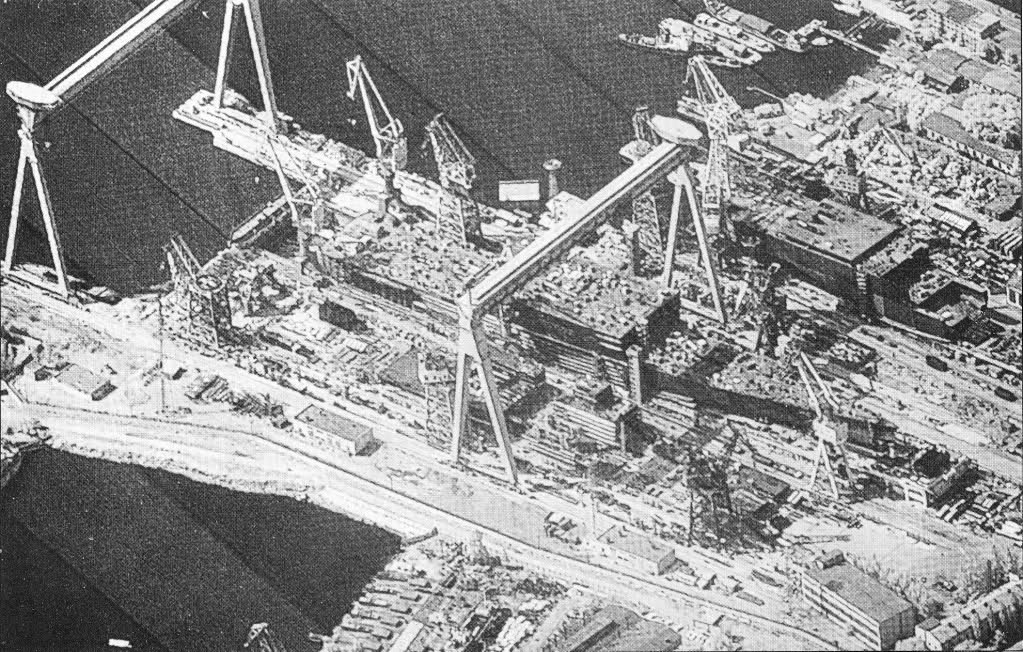
Фотографія радянського авіаносця проєкту 1143, що будувався, що потрапила в розпорядження Jane's Fighting Ships

У 1978 році молодий співробітник ЦРУ Вільям Кампайлс продав СРСР за 3000 USD технічне керівництво, що описує конструкцію та принцип дії KH-11. Кампайлс був засуджений за шпигунство на 40 років в'язниці (випущено після 18 років ув'язнення).

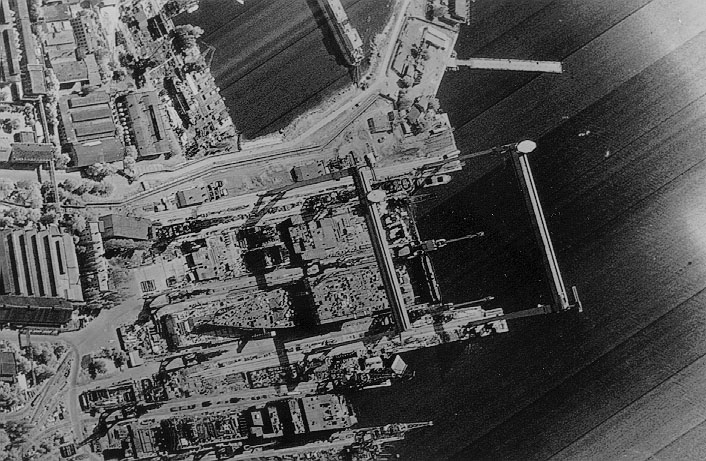
«Адмірал Кузнєцов», на стапелях у 1984 році

У 1984 році аналітик Центру морської розвідки Семуель Лорінг Морісон продав три секретні зображення із супутника KH-11 видавництву Jane's Fighting Ships. В 1985 він був визнаний винним Федеральним судом у двох випадках шпигунства і розкрадання державної власності і засуджений на два роки в'язниці.

## Деталі запусків
- Типова орбіта: еліптична, від 298 км до 443 км[1]

| Назва    | Дата запуску      | Ракета-носій | NSSDC ID  | Інша назва      | Дата сходу з орбіти |
| -------- | ----------------- | ------------ | --------- | --------------- | ------------------- |
| KH 11-1  | 19 грудня 1976    | Titan 3D     | 1976-125A | OPS-5705        | 28 січня 1979       |
| KH 11-2  | 14 червня 1978    | Titan 3D     | 1978-060A | OPS-4515        | 23 серпня 1981      |
| KH 11-3  | 7 лютого 1980     | Titan 3D     | 1980-010A | OPS-2581        | 30 жовтня 1982      |
| KH 11-4  | 3 вересня 1981    | Titan 3D     | 1981-085A | OPS-3984        | 23 листопада 1984   |
| KH 11-5  | 17 листопада 1982 | Titan 3D     | 1982-111A | OPS-9627        | 13 серпня 1985      |
| KH 11-6  | 4 грудня 1984     | Titan 34D    | 1984-122A | USA-6           | 10 листопада 1994   |
| KH 11-7  | 28 серпня 1985    | Titan 34D    | -         | -               | не вийшов на орбіту |
| KH 11-8  | 26 жовтня 1987    | Titan 34D    | 1987-090A | USA-27          | 11 червня 1992      |
| KH 11-9  | 6 листопада 1988  | Titan 34D    | 1988-099A | USA-33          | 12 травня 1996      |
| KH 11-10 | 28 листопада 1992 | Titan 4A     | 1992-083A | USA-86          | 5 червня 2000       |
| KH 11-11 | 5 грудня 1995     | Titan 4A     | 1995-066A | USA-116         | 19 листопада 2008   |
| KH 11-12 | 20 грудня 1996    | Titan 4A     | 1996-072A | USA-129/NROL-2  |                     |
| KH 11-13 | 5 жовтня 2001     | Titan 4B     | 2001-044A | USA-161/NROL-14 |                     |
| KH 11-14 | 19 жовтня 2005    | Titan 4B     | 2005-042A | USA-186/NROL-20 |                     |
| KH 11-15 | 20 січня 2011     | Delta 4H     | 2011-002A | USA-224/NROL-49 |                     |
| KH 11-16 | 28 серпня 2013    | Delta 4H     | 2013-043A | USA-245/NROL-65 |                     |
| KH 11-17 | 19 січня 2019     | Delta 4H     | 2019-004A | USA-290/NROL-71 |                     |
| KH 11-18 | 26 квітня 2021    | Delta 4H     | 2021-032A | USA-314/NROL-82 |                     |